# Ráckanizsa község
Ráckanizsa község a Pomurska statisztikai régió része Szlovéniában. Földrajzilag tulajdonképpen nem a Muravidék, hanem a Muraköz része, ami különben Horvátországban terül el. Lakosainak száma 1296 fő (2020. július 1.).

## A község települései
Ráckanizsa községhez a következő falvak tartoznak: 
Murafüred (Ráckanizsa település része) (Gibina), Kopriva, Ráckanizsa, Ligetfalva (Šafarsko), Šprinc, Végfalva (Veščica) .
(Zárójelben a szlovén név szerepel, de legtöbbször a helyi magyarok is ezeket a névváltozatokat használják, mivel a települések magyar nevüket jórészt csak a 19. század végi földrajzinév-magyarosítások idején kapták, és ezek azóta feledésbe merültek.)

## Népesség
| Lakosok száma | 1363 | 1350 | 1356 | 1342 | 1336 | 1301 | 1293 | 1281 | 1269 | 1296 |
|               | 2008 | 2009 | 2011 | 2012 | 2013 | 2015 | 2016 | 2017 | 2019 | 2020 |